# SuRie
Susanna Marie Cork, beter bekend als SuRie (Harlow, 18 februari 1989), is een Britse zangeres.

## Biografie
SuRie werd in 1989 geboren in Harlow en groeide op in Bishop's Stortford. Ze studeerde aan de Royal Academy of Music. In 2015 nam ze als achtergrondzangeres deel aan het Eurovisiesongfestival 2015 bij de act van de Belg Loïc Nottet. Ook in 2017 nam ze namens België deel aan het festival, ditmaal als achtergrondzangeres voor Blanche.
Begin 2018 nam ze als soloartieste deel aan de Britse preselectie voor het Eurovisiesongfestival. Met Storm wist ze deze te winnen, waardoor ze haar vaderland mocht vertegenwoordigen op het Eurovisiesongfestival 2018 in de Portugese hoofdstad Lissabon. Tijdens de op 12 mei gehouden finale van het Eurovisiesongfestival, klom een man op het podium tijdens het optreden en pakte de microfoon van SuRie af. Hij scandeerde "Modern nazis of the UK media, we demand freedom, war is not peace" (Nederlands: "Moderne nazi's van de Britse media, wij eisen vrijheid, oorlog is geen vrede.") SuRie pikte de ondertussen gevallen microfoon snel terug van de grond en kon haar nummer voortzetten. SuRie kreeg vanwege het incident de kans om na de geplande optredens nog een keer op te treden, maar heeft hiervan geen gebruik gemaakt. Ze eindigde op de 24e plaats. 
1957: Patricia Bredin · 
1959: Pearl Carr & Teddy Johnson · 
1960: Bryan Johnson · 
1961: The Allisons · 
1962: Ronnie Carroll · 
1963: Ronnie Carroll · 
1964: Matt Monro · 
1965: Kathy Kirby · 
1966: Kenneth McKellar · 
1967: Sandie Shaw · 
1968: Cliff Richard · 
1969: Lulu · 
1970: Mary Hopkin · 
1971: Clodagh Rodgers · 
1972: The New Seekers · 
1973: Cliff Richard · 
1974: Olivia Newton-John · 
1975: The Shadows · 
1976: Brotherhood of Man · 
1977: Lynsey de Paul & Mike Moran · 
1978: Co-Co · 
1979: Black Lace · 
1980: Prima Donna · 
1981: Bucks Fizz · 
1982: Bardo · 
1983: Sweet Dreams · 
1984: Belle & The Devotions · 
1985: Vikki Watson · 
1986: Ryder · 
1987: Rikki · 
1988: Scott Fitzgerald · 
1989: Live Report · 
1990: Emma · 
1991: Samantha Janus · 
1992: Michael Ball · 
1993: Sonia · 
1994: Frances Ruffelle · 
1995: Love City Groove · 
1996: Gina G · 
1997: Katrina & the Waves · 
1998: Imaani · 
1999: Precious · 
2000: Nicki French · 
2001: Lindsay Dracass · 
2002: Jessica Garlick · 
2003: Jemini · 
2004: James Fox · 
2005: Javine Hylton · 
2006: Daz Sampson · 
2007: Scooch · 
2008: Andy Abraham · 
2009: Jade Ewen · 
2010: Josh Dubovie · 
2011: Blue · 
2012: Engelbert Humperdinck · 
2013: Bonnie Tyler · 
2014: Molly · 
2015: Electro Velvet · 
2016: Joe & Jake · 
2017: Lucie Jones · 
2018: SuRie · 
2019: Michael Rice · 
2021: James Newman ·
2022: Sam Ryder ·
2023: Mae Muller ·
2024: Olly Alexander ·
2025: Remember Monday